# Seznam švicarskih arheologov
Seznam švicarskih arheologov.

## B
- Adolph Francis Alphonse Bandelier (1840-1914)

## F
- Robert Forrer (1866-1947)

## R
- François-Jules Pictet de la Rive (1809-1872)